# Pozo La Muela
 (novembre 2018).
Si vous disposez d'ouvrages ou d'articles de référence ou si vous connaissez des sites web de qualité traitant du thème abordé ici, merci de compléter l'article en donnant les références utiles à sa vérifiabilité et en les liant à la section « Notes et références ».
Pozo La Muela est un village de la municipalité espagnole de San Agustín (Teruel). 
Il est situé au sud-est de la région de Gúdar-Javalambre, dans la province de Teruel (Aragon, Espagne), à 920 m d'altitude.

## Distances et transports
L’autoroute ET-V-2131 relie San Agustín en seulement quelques minutes avec la N-234 et la A-23. Pozo La Muela est à 62 km de la capitale de la province, Teruel, et à 245 km de Saragosse. Il est situé à 37 km de Segorbe, 92 km de Castellón de la Plana et 90 km de Valence, villes de la communauté valencienne. Barcelone est à 361 km et Madrid à 439 km.
Cette région est traversée par le train, la N-234 et la A-23, qui relient Valence au nord de la péninsule. Une voie verte, ancien sentier touristique, passe devant l'ancien train minier Ulls Negre.

## Météo
Le climat de Pozo La Muela est de type méditerranéen avec une influence continentale. Il est fortement conditionné par des facteurs géographiques: altitude et relief compact qui isole des influences méditerranéennes directes malgré la proximité de la mer. Les hivers sont froids avec de fortes chutes de neige et des températures minimales inférieures à -10 °C. Les étés ont un caractère continental marqué, caractérisé par des températures supérieures à 25 °C le jour, chutant considérablement la nuit. Les précipitations sont fréquentes pendant les mois de septembre, octobre et avril.

## Environnement et alpinisme
Pozo La Muela se caractérise par de nombreuses activités qui permettent de contempler la biodiversité de cette région : nombreux sentiers de randonnée, balades à vélo ou à cheval, ainsi que de l’alpinisme.
La flore est riche et variée, mettant en valeur les forêts de chênes. Il existe également une importante population de savines[Quoi ?], ainsi que d’autres espèces telles que les peupliers et les noisetiers dans les zones proches des rivières. Aux limites de la ville, les bois de pins de la chaîne de montagnes de Pina sont remarquables.
De nombreuses plantes populaires pour leurs utilisations médicinales y sont présentes, telles que la camomille, le thym, la sauge, le romarin ou la lavande.
La grande étendue de la commune offre une variété d'écosystèmes très divers avec une faune abondante composée de mammifères (hérisson, belette, lièvre, lapin, écureuil) et d'oiseaux (véritable aigle, perdrix, caille).
De de par l'emplacement Pozo La Muela, de nombreux points de vue sont accessibles. Il est ainsi possible d'observer de grandes étendues de terrain, comme Gúdar-Javalambre et même des zones adjacentes. Ces points de vue sont idéaux pour observer les étoiles et voir le ciel complet dans l'obscurité totale.

## Économie
Pozo La Muela est un petit village qui vit du tourisme toute l'année. En hiver, deux stations de ski y sont accessibles, Valdelinares et Javalambre, toutes deux appartenant au groupe Aramón. En été, il y a plusieurs stations thermales, des zones de camping, des lieux de pratique de nombreux sports de montagne, etc. 
Le tourisme de la région provient principalement de la communauté valencienne [citation nécessaire] grâce à sa proximité avec la ville de Valence et des municipalités monumentales telles que Rubielos de Mora, le prix Europa Nostra dans son complexe monumental, Mora de Rubielos ou Manzanera. 
Récemment, Pozo La Muela est devenu le plus grand producteur du monde de la truffe, contribuant de manière significative à l'économie de la région [citation nécessaire].

## Édifices
L'église paroissiale de San Agustín est vouée au saint patron de la localité. Située au-dessus de la ville, cette église baroque fut construite au XVIIe siècle. Elle a trois nefs couvertes d’une voûte en berceau avec des lunettes, à l’exception de la chapelle principale, fermée par une voûte.  
La tour, à ses pieds, à côté de évêché, est composée de deux corps : l'inférieur en moellons avec des pierres de taille renforçant ses angles, et le supérieur en forme de cloches en brique. La couverture est définie par des pilastres décorés avec des boîtes maniéristes Elle est précédée par un espace semblable à un atrium qui était à l’origine le cimetière. 
Au musée diocésain de Teruel se trouve un tableau intéressant du XVe siècle, de style gothique international, qui représente la Vierge et l’enfant.
Plusieurs ermitages se dressent dans les environs de la ville, tels que Ermita de San Agustín, édifice gothique-mudéjardel du XVe siècle, avec une nef recouverte de bois à deux eaux et un pied de cloche aux pieds.
À la périphérie du village, se trouve l'ermitage de la Vierge de Loreto, daté de 1629. Maçonnerie, son seul navire est recouverte d'une voûte de tonneau avec des lunettes. L'atrium repose sur des colonnes de pierre dans les angles. Il a été reconstruit en 2007.
À côté du village de Los Mases et de la rivière Sant Agustí, le soi-disant établissement Pradas est formé d'un château et d'un ermitage. Le château de Pradas a conservé quelques vestiges de bâtiments défensifs, tels que la tour carrée avec deux arcs à dempointus, des treillis et des extrémités émiettées. Les vestiges d'un mur et d'un petit fort demeurent visibles. Le château appartenait à la baronnie d'Escriche et a probablement été construit au XVe siècle.
L'ermitage de la Vierge de la Pradas est un bel édifice gothique du XVe siècle, à une seule nef et recouvert de deux eaux. Il appartenait au baron d'Escriche, qui le céda en 1865 et le renouvela l'année suivante, lorsque les arches furent restaurées. Le porche a été construit en 1917 et présente une forme architecturale sur trois colonnes de pierre octogonales. Il a été restauré en 1985. Son seul navire, en maçonnerie et pierre, est recouvert d'un toit en bois à deux eaux et possède un arc de triomphe en pointe. Il a un rythme cardiaque élevé et la biplace est à vos pieds.
À la périphérie de la ville se trouve la Source de la Vierge du Pilier, datée de 1796, avec un soufflet en forme de lions protégé par un arc en plein cintre.

## Festivités
Du 25 au 31 août, des fêtes ont lieu en l'honneur de saint Augustin et de la Vierge de Pradas.